# Tarrafal
Tarrafal es un municipio caboverdiano situado en la isla de Santiago.
Posee también una importante industria pesquera y agricultura.

## Toponimia
El origen del nombre de Tarrafal, proviene de la planta taraje (tarrafe, en portugués), que abundaban en la zonas arenosas de la costa.

## Geografía física

### Localización
El municipio se encuentra a 70 kilómetros NNO de la capital de Cabo Verde, Praia, limita con el océano Atlántico por el norte, este y oeste, y por su parte sur limita con los municipios de São Miguel y de Santa Catarina

### Orografía
Las tierras agrícolas rodean a la ciudad hacia el norte y el este y en el sur del valle. La cordillera Serra da Malagueta está situada al sur. Los pastizales y arbustos cubren la mayoría de la zona, con un par de los bosques en las alturas de las montañas.

## Historia
El municipio de Tarrafal fue creado en 1917 cuando se separó del municipio de Santa Catarina, que tenía la sede en la Vila do Tarrafal. Las buenas condiciones geográficas propiciaron la construcción de un puerto, que destacó por la comercialización de las semillas de jatrofa. Posteriormente el municipio entró en decadencia debido a construcción del campo de concentración de Chão Bom, cercano a la villa.
En 1997 reduce su extensión al crearse el nuevo municipio de São Miguel.

## Organización territorial
Consta de una freguesia:
- Santo Amaro Abade

## Demografía
| Gráfica de evolución demográfica de Tarrafal entre 1940 y 2021 |
| |
| Población del municipio entre los años 1940 y 2010 según el censo de población de la página web Opendataforafrica.org. Población estimada según el Instituto Nacional de Estatística de Cabo Verde. Población según el resultado censal preliminar de 2021 del Instituto Nacional de Estatística de Cabo Verde según la página web citypopulation.de. |

## Cultura
Las fiestas de Santo Amaro coincidien con las fiestas del día del municipio, el 15 de enero. 
En el ámbito de la cultura y la música, nativos de Tarrafal se han distinguido a nivel nacional e internacional, incluyendo Mário Lúcio, Beto Dias, Princesito, Maruca Chica, Chando Graciosa y Blick Tchutchi. 
El carnaval es una actividad cada vez mayor en Tarrafal. A pesar de las dificultades financieras existentes, 3 grupos de carnaval mantiene la actividad, a saber tchabeta / Spiga, Morabeza / Fidjus Mindel y Root Graciosa.

## Lugares relevantes

### Campo de concentración
El campo de concentración guarda la memoria de un pasado colonial opresivo y de lucha por la libertad del pueblo caboverdiano y de otras colonias portuguesas. Está situado en la localidad de Chão Bom. El 29 de octubre de 1936 empezó a funcionar con la llegada de los primeros presos. Fue cerrado en 1954 y se volvió a abrir en 1961. Las instalaciones se han acondicionado como Museo de la resistencia.

### Otros lugares

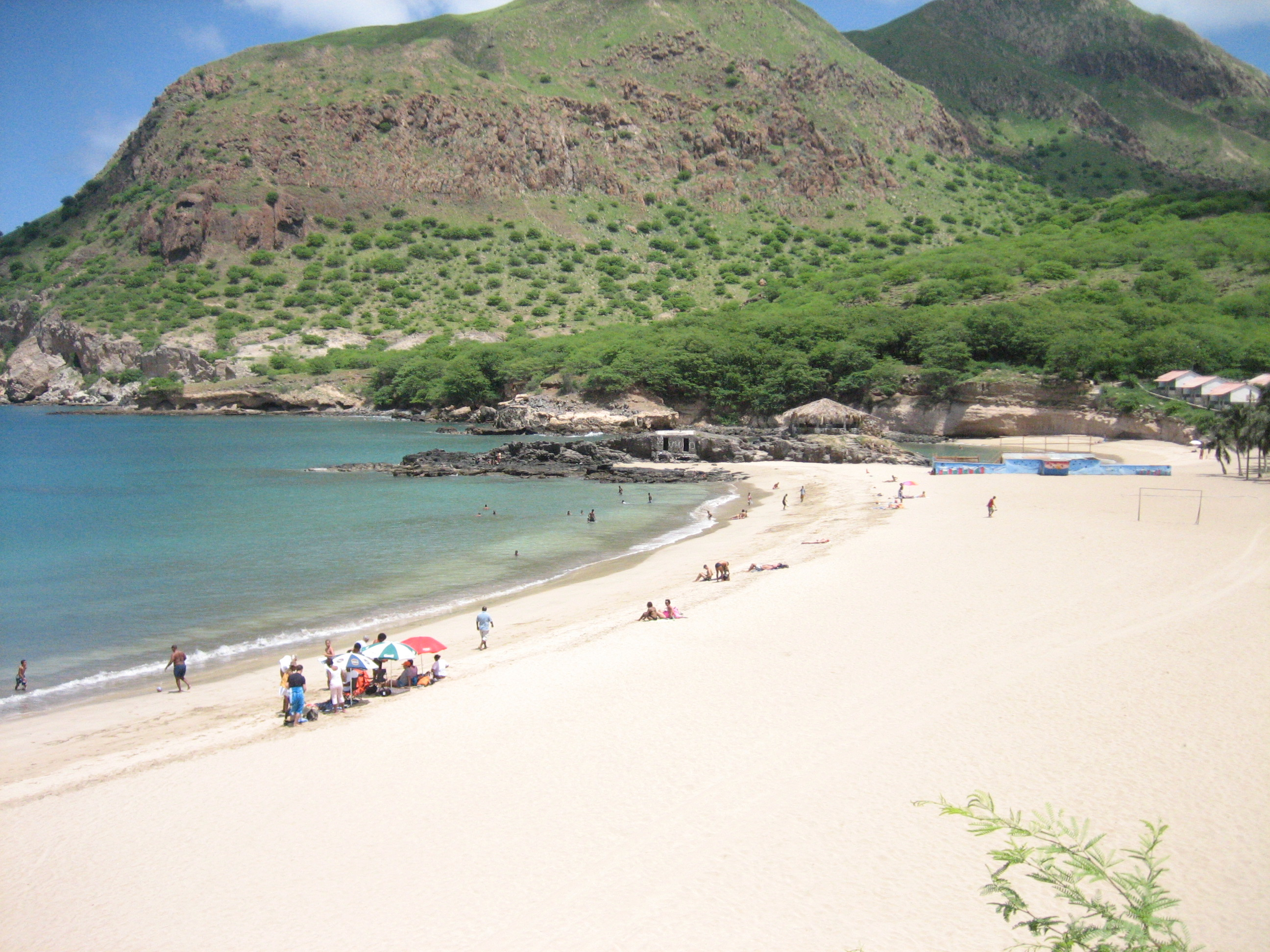
Playa de Tarrafal.

El monte Graciosa es el punto más alto del municipio desde donde hay unas bellas vistas de la vila de Mangui.
El centro de artes y oficios en Trás-os-Montes destaca por la preservación de la cerámica tradicional.
La playa de Mangui es un extenso arenal, rodeada de palmeras.